# Нейс
Нейс (англ. Naas; ірл. An Nás / Nás na Ríogh) — місто в Ірландії та адміністративний центр графства Кілдер.

## Назва міста
Національна назва міста — «Nás na Ríogh», дослівно означає «місце зустрічі королів», які відбувались у цій місцині ще до норманського вторгнення у 1169-71 роках.

## Історія та сучасність
У середньовіччі Нейс був ринковим містечком, захищеним стінами. Місто було вперше показане на карті 1598 року, складеній Абрагамом Ортеліусом як «Nosse».
Одна із перших битв Ірландського повстання 1798 року відбулася біля Нейса.
22 червня 1855 року у місті було відкрито залізничну станцію, яка проіснувала до 1959 року.
1898 року у місті утворено раду, а саме місто стає центром міського округу.
Сьогодні Нейс, незважаючи на невелике населення, є 16-м за населенням містом країни. Містом проходить швидкісна атострада та автомобільна дорога національного значення.
У ммісті діє 15 спортивних клубів.

## Уродженці
- Фіоннуала Шеррі (* 1962) — ірландська скрипалька та співачка. Учасниця інструментального дуету «Secret Garden», який переміг на Євробаченні-1995.

## Міста-побратими
- Аллер
- Казалаттіко
- Ділінген-на-Дунаї
- Омаха
- Сент-Дейвідс